# Doubs (departement)
Doubs (25) is een Frans departement, dat zijn naam ontleent aan de gelijknamige rivier de Doubs. Het grootste deel van het grondgebied maakt deel uit van het Jura-massief. Het hoogste punt is de Mont d'Or (1463 m) en de drie belangrijkste rivieren die het gebied bevloeien zijn de Doubs, de Ognon en de Loue.
Economisch gezien is het departement Doubs een van de meest geïndustrialiseerde van Frankrijk, met name gespecialiseerd in de automobielindustrie, met de historische vestiging van de PSA Peugeot-Citroën-fabriek (Stellantis-groep) in Sochaux; in de metallurgie en de agro-industrie. Het departement Doubs is de historische bakermat van de Franse horlogemakerij en herbergt ook talrijke bedrijven in de microtechnologiesector. De landbouw, die vooral gericht is op veeteelt en zuivelproductie, wordt gesymboliseerd door de kazen (Comté, Mont d'Or, Morbier, Cancoillotte) en de vleeswaren (Morteau-worst, Montbéliard-worst, gerookte ham).
De belangrijkste toeristische trekpleisters van het departement zijn de citadel van Besançon en de koninklijke zoutziederij van Arc-et-Senans, beide opgenomen op de Werelderfgoedlijst van UNESCO, evenals het kasteel van Joux.  

## Geschiedenis
Het departement was een van de 83 departementen die werden gecreëerd tijdens de Franse Revolutie, op 4 maart 1790 door uitvoering van de wet van 22 december 1789, uitgaande van een deel van de provincie Franche-Comté.
Na 1793 behoorde het tot de Republiek van Mandeure, en in 1816 tot het prinsdom Montbéliard (dat voorheen deel uitmaakte van Mont-Terrible en later van Haut-Rhin).
Tussen 1875 en 1878 werd Fort du Lomont gebouwd als verdedigingswerk. Het fort is een onderdeel van de Fortifications de l'Est.

## Geografie
Doubs grenst aan de departementen Jura, Haute-Saône en het Territoire de Belfort. Verder grenst het aan de Zwitserse kantons Vaud, Neuchâtel en Jura.
Doubs bestaat uit de drie arrondissementen:
- Arrondissement Besançon
- Arrondissement Montbéliard
- Arrondissement Pontarlier

Doubs heeft 19 kantons:
- Kantons van Doubs

Doubs heeft 594 gemeenten:
- Lijst van gemeenten in het departement Doubs

## Demografie
De inwoners van Doubs worden Doubien(ne)s of Doubistes genoemd.

### Demografische evolutie sinds 1962
| Naam       | Index 1962 | Index 1968 | Index 1975 | Index 1982 | Index 1990 | Index 1999 | Index 2008 | Index 2019 |
| ---------- | ---------- | ---------- | ---------- | ---------- | ---------- | ---------- | ---------- | ---------- |
| Doubs      | 100,0      | 110,8      | 122,4      | 123,9      | 125,9      | 129,6      | 135,8      | 141,3      |
| Frankrijk* | 100,0      | 107,1      | 113,3      | 117,0      | 121,9      | 126,0      | 133,8      | 140,1      |

| Naam       | Inw./Km² 1962 | Inw./km² 1968 | Inw./km² 1975 | Inw./km² 1982 | Inw./km² 1990 | Inw./km² 1999 | Inw./km² 2008 | Inw./km² 2019 |
| ---------- | ------------- | ------------- | ------------- | ------------- | ------------- | ------------- | ------------- | ------------- |
| Doubs      | 73,6          | 81,5          | 90,0          | 91,2          | 92,6          | 95,4          | 99,9          | 104,0         |
| Frankrijk* | 84,2          | 90,1          | 95,4          | 98,5          | 102,7         | 106,1         | 112,7         | 119,7         |

Frankrijk* = exclusief overzeese gebieden
Bron: Recensement Populaire INSEE - 1962 tot 1999 population sans doubles comptes, nadien Population Municipale
Op 1 januari 2022 had Doubs 548.662 inwoners.

### De 10 grootste gemeenten in het departement
| Nr. | Gemeente       | Aantal inwoners (2022) |
| --- | -------------- | ---------------------- |
| 1   | Besançon       | 120.057                |
| 2   | Montbéliard    | 25.516                 |
| 3   | Pontarlier     | 17.928                 |
| 4   | Audincourt     | 14.009                 |
| 5   | Valentigney    | 10.624                 |
| 6   | Morteau        | 6.905                  |
| 7   | Grand-Charmont | 5.865                  |
| 8   | Seloncourt     | 5.812                  |
| 9   | Valdahon       | 5.715                  |
| 10  | Bethoncourt    | 5.288                  |

## Afbeeldingen

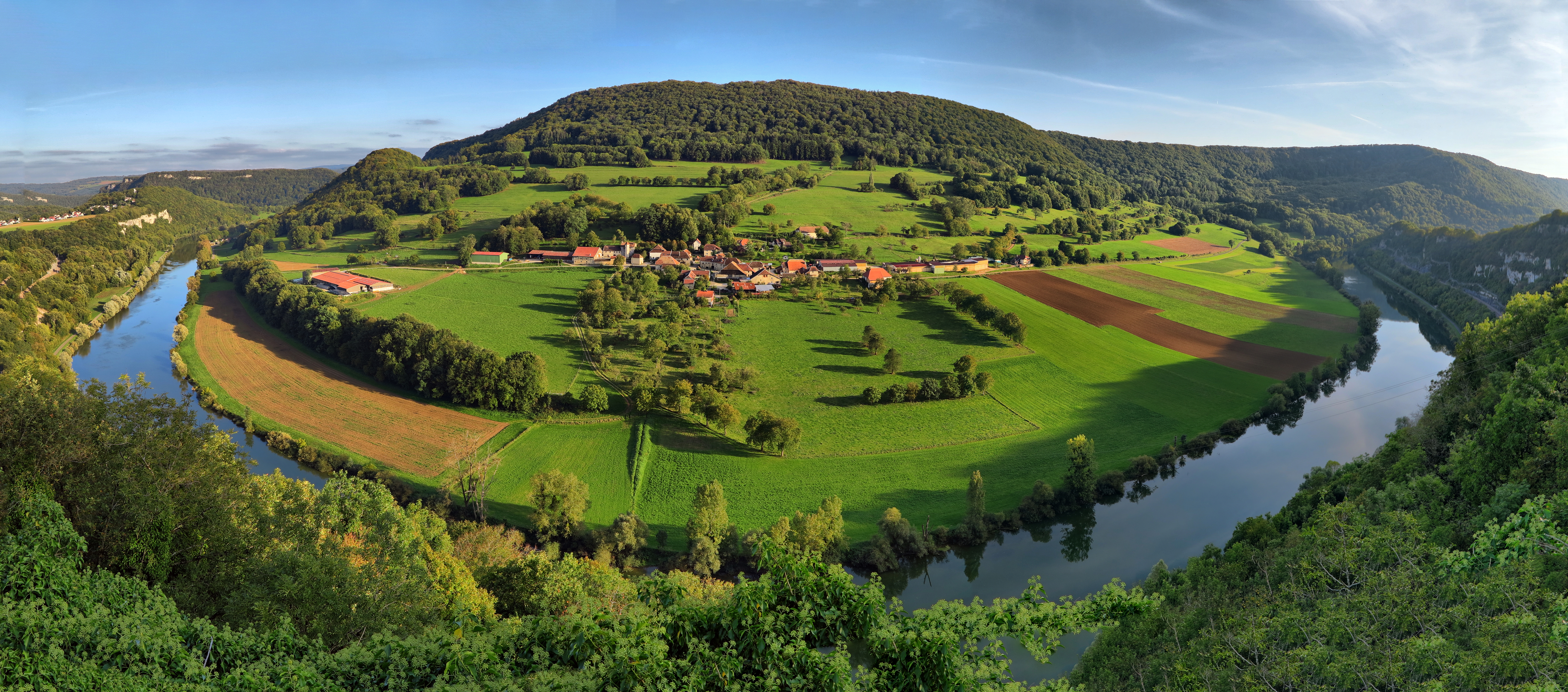
De Doubs bij Esnans
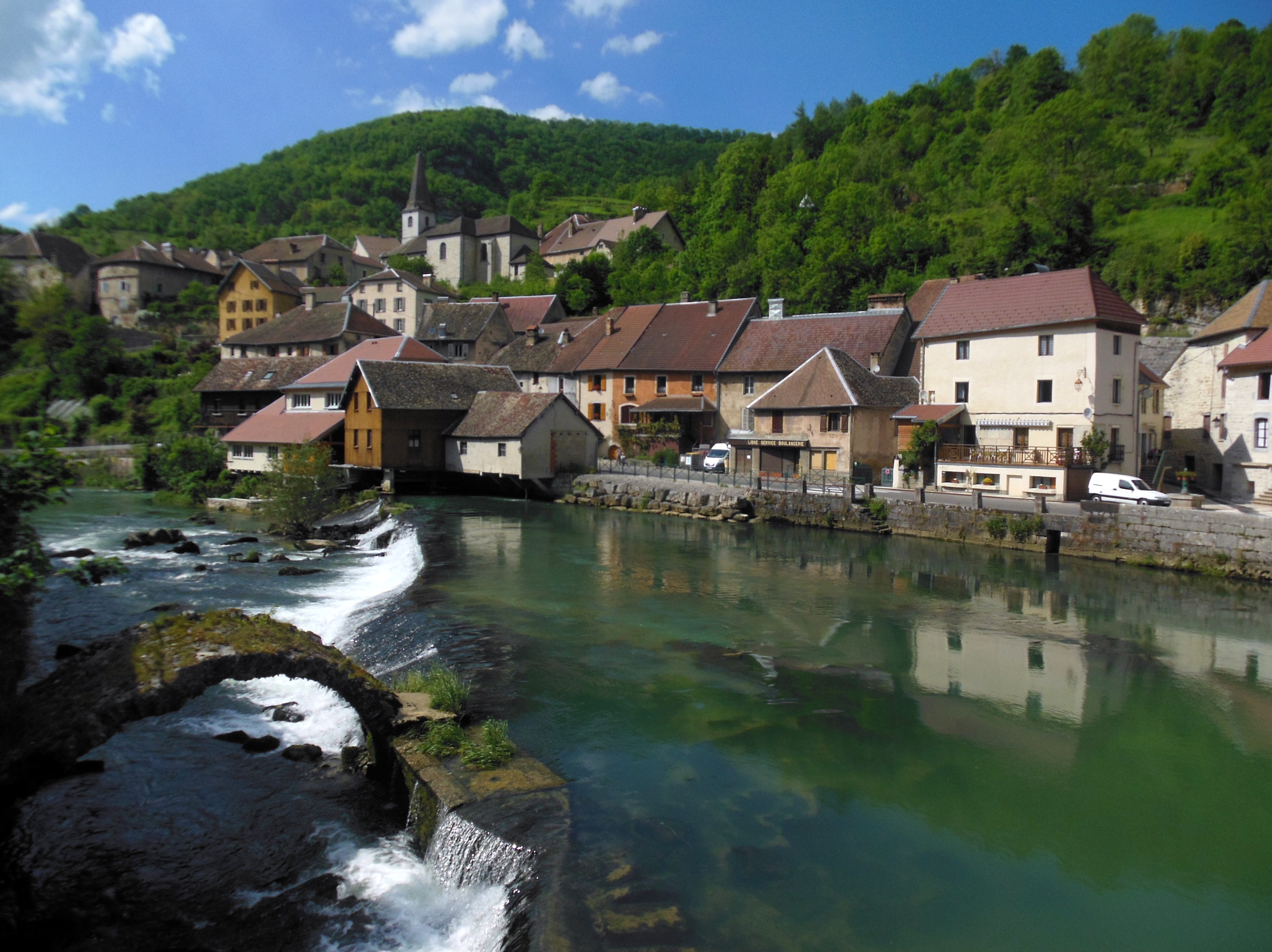
Lods
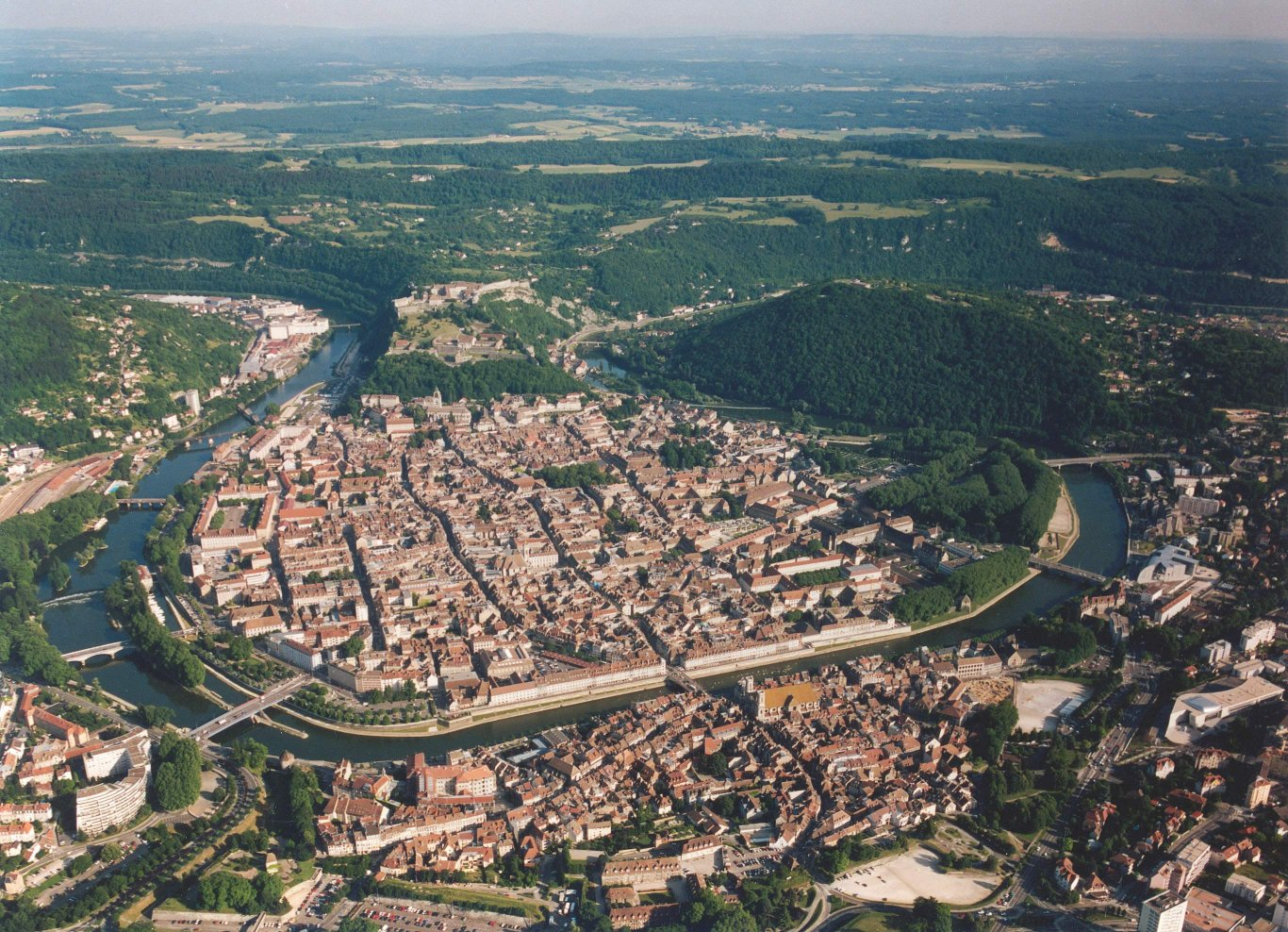
Besançon